# Exupério de Agauno
Exupério (em latim: Exuperius) ou Exupernis é um santo e mártir venerado pela Igreja Católica. De acordo com a tradição, ele era o porta-estandarte da Legião Tebana e, por isso, companheiro de São Maurício.

## Devoção
As relíquias de Exupério foram transladadas no século X para a Abadia de Gembloux a pedido do fundador do mosteiro, São Guiberto (Guibertius), que dedicou-o em honra de São Pedro e Santo Exupério. Por isso, o santo passou a ter ali uma veneração especial. Sigeberto de Gembloux escreveu um longo poema sobre o martírio da Legião Tebana.